# Грассоббьо
Грассоббьо (итал. Grassobbio) — коммуна в Италии, располагается в регионе Ломбардия, подчиняется административному центру Бергамо.
Население составляет 5811 человек (на 2004 г.), плотность населения составляет 672 чел./км². Занимает площадь 8 км². Почтовый индекс — 24050. Телефонный код — 035.
Покровителями коммуны почитаются святые Александр и Грата из Бергамо, празднование 26 августа.